# Miguel Ángel Lozano
Miguel Ángel Lozano Ayala, występujący także jako Miguel Ángel (ur. 16 września 1978 w Sabadell) – hiszpański piłkarz występujący na pozycji pomocnika. W 2015 roku został grającym trenerem andorskiego FC Ordino.

## Kariera
Seniorską karierę rozpoczął w 1995 roku w lokalnym CE Sabadell, rozgrywając 18 meczów ligowych. Rok później trafił do FC Barcelona, gdzie przez pierwszy rok występował w drużynie „C”. W 1997 roku zadebiutował w zespole „B”, w którym grał do 1999 roku, i rozegrał w nim 85 meczów w lidze. W pierwszej drużynie FC Barcelona nigdy nie wystąpił i w styczniu 2000 roku przeszedł do Levante UD. W 2001 roku przeszedł do Málagi, z którą latem zdobył Puchar Intertoto. W Máladze grał do 2005 roku, występując w tym okresie w 131 meczach w Primera División. Następnie przez dwa lata był zawodnikiem Betisu. Później był piłkarzem Levante, Málagi, Gimnàstiku Tarragona, Ponferradiny, Badalony, Castellón, Terrassy i amatorskiego Caldesu de Montbui. W 2015 roku został grającym trenerem występującego w andorskiej pierwszej lidze FC Ordino.

## Statystyki ligowe
| Sezon         | Klub                 | Liga               | Mecze | Gole |
| ------------- | -------------------- | ------------------ | ----- | ---- |
| 1995/1996     | CE Sabadell FC       | Segunda División B | 18    | 0    |
| 1996/1997     | FC Barcelona C       | Tercera División   | ?     | ?    |
| 1997/1998     | FC Barcelona B       | Segunda División B | 33    | 6    |
| 1998/1999     | FC Barcelona B       | Segunda División   | 36    | 5    |
| 1999/2000 (j) | FC Barcelona B       | Segunda División B | 16    | 4    |
| 1999/2000 (w) | Levante UD           | Segunda División   | 21    | 0    |
| 2000/2001     | Levante UD           | Segunda División   | 39    | 1    |
| 2001/2002 (j) | Levante UD           | Segunda División   | 3     | 1    |
| 2001/2002     | Málaga CF            | Primera División   | 31    | 1    |
| 2002/2003     | Málaga CF            | Primera División   | 30    | 0    |
| 2003/2004     | Málaga CF            | Primera División   | 35    | 3    |
| 2004/2005     | Málaga CF            | Primera División   | 35    | 3    |
| 2005/2006     | Real Betis           | Primera División   | 10    | 0    |
| 2006/2007     | Real Betis           | Primera División   | 23    | 0    |
| 2007/2008     | Levante UD           | Primera División   | 23    | 1    |
| 2008/2009     | Málaga CF            | Primera División   | 19    | 0    |
| 2009/2010     | Gimnàstic Tarragona  | Segunda División   | 29    | 2    |
| 2010/2011 (j) | SD Ponferradina      | Segunda División   | 17    | 0    |
| 2010/2011 (w) | CF Badalona          | Segunda División B | 14    | 1    |
| 2011/2012 (j) | CD Castellón         | Tercera División   | ?     | ?    |
| 2011/2012 (w) | Terrassa FC          | Tercera División   | ?     | ?    |
| 2012/2013     | CF Caldes de Montbui | Tercera Catalana   | ?     | ?    |
| 2015/2016     | FC Ordino            | Primera Divisió    | ?     | ?    |